# Charles Kagimu
Charles Kagimu (* 15. September 1998 in Kampala) ist ein ugandischer Radrennfahrer.

## Sportlicher Werdegang
Kagimu begann im Alter von 14 Jahren mit dem Radfahren, um den Weg zur Schule zurückzulegen. Zwei Jahre später konnte seine Mutter das Schulgeld nicht mehr bezahlen; er musste die Ausbildung beenden und nutzte die erzwungene Freizeit, um an einigen örtlichen Radrennen teilzunehmen. Nach guten Ergebnissen konnte er Ende 2015 an einer Ausbildung des Africa Rising Cycling Center in Ruanda teilnehmen, kam durch die dort geknüpften Kontakte 2017 zu einer kenianischen Mannschaft und dadurch wiederum als Stagiaire zur deutschen Mannschaft Bike Aid.
Als Teil der Bike-Aid-Mannschaft konnte Kagimu Ende 2017 und 2018 erstmals an Nachwuchsrennen in Europa und Asien teilnehmen. 2019 und 2020 war seine Fortentwicklung durch finanzielle Probleme von Bike Aid sowie die Corona-Pandemie unterbrochen; er konnte 2019 jedoch die ugandischen Landesmeisterschaften gewinnen. Erst 2021 war ihm wieder eine volle Saison mit Rennen in Europa möglich.
2022 wechselte Kagimu zur südafrikanischen Mannschaft ProTouch, wie Bike Aid ein UCI Continental Team. Er war zu diesem Zeitpunkt der erste ugandische Radsportler überhaupt, der für ein UCI-registriertes Team fuhr. Da ProTouch bald darauf den Betrieb einstellte, musste er zum ostafrikanischen Team Amani wechseln und erweiterte sein Programm auf Gravelrennen. Zudem wurde er durch die Akademie von Ineos Grenadiers in Kenia betreut. Bei den Afrikameisterschaften 2023 trat er mit dem ehemaligen Zeitfahrrad von Luke Rowe an und erzielte seinen bis dahin größten Erfolg, indem er Afrikameister im Einzelzeitfahren wurde. Durch seinen siebten Platz im Straßenrennen der Afrikameisterschaften sicherte er seinem Land zudem einen Startplatz bei den Olympischen Spielen 2024. Im Frühjahr 2024 siegte er bei den Afrikaspielen in Accra im Einzelzeitfahren. Danach fuhr er für das niederländische Clubteam Ride United, das ostafrikanischen Fahrern Rennerfahrung in Europa ermöglicht. Das olympische Straßenrennen 2024 fuhr er erfolgreich zu Ende und belegte den 77. Platz. Bei den Afrikameisterschaften im Herbst verteidigte er erfolgreich seinen Titel im Einzelzeitfahren.
Außer bei Afrikameisterschaften vertrat Kagimu sein Land bei den Straßenradsport-Weltmeisterschaften 2017, 2023 und 2024, bei den erstmals ausgetragenen Gravel-Weltmeisterschaften 2022, bei den Afrikaspielen 2019 und 2023 sowie den Commonwealth Games 2018 und 2022.

## Erfolge
2019
 Ugandischer Meister – Straßenrennen
2023
 Afrikameister – Einzelzeitfahren
2024
 Afrikaspiele – Einzelzeitfahren
 Afrikameister – Einzelzeitfahren
 Afrikameisterschaften – Straßenrennen
2025
 Ugandischer Meister – Straßenrennen, Einzelzeitfahren